# 염화 나트륨
염화 나트륨(鹽化-, NaCl)은 염소와 나트륨의 화합물로 식용 소금의 주성분이다. 해수의 염류 중 차지하는 비율이 가장 많다. 염화 나트륨은 나트륨 이온(Na+)과 염화 이온(Cl-)이 결합하여 극성 구조를 가지기에 같은 극성 용매인 물에 잘 녹는다. 염화 나트륨의 결정 구조는 팔면체를 띠는 각 원자는 6개의 가장 가까운 이웃을 가지고 있는 형태이다. 앙금이 아닌 수용성 염이다.

## 같이 보기
- 암염
- 비누
- 소금